# 투명벌레과
투명벌레과(Hyalospheniidae)는 유각변형충목에 속하는 아메바류과의 하나이다. 양반투명벌레(Hyalosphenia nobilis) 등을 포함하고 있다.

## 하위 속
- 투명벌레속 (Hyalosphenia) Stein 1859
- Leptochlamys